# Peggy Schwarz

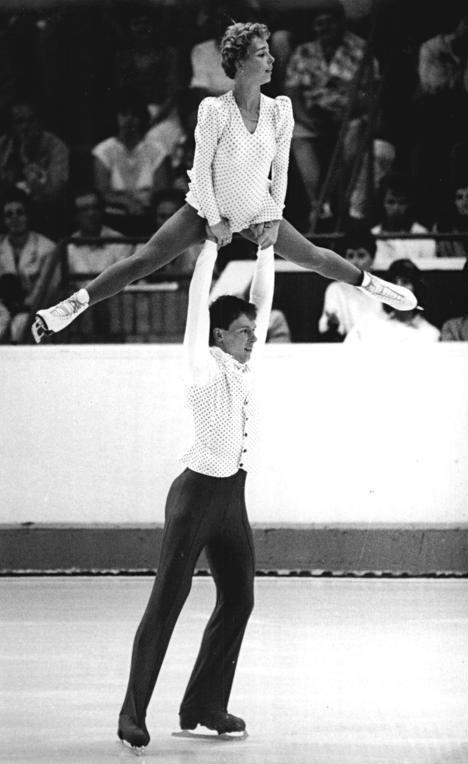
Schwarz/König bei einem Schaulaufen 1988

Peggy Schwarz (* 4. September 1971 in Berlin) ist eine ehemalige deutsche Eiskunstläuferin, die im Paarlauf für die DDR und Deutschland startete.
Sie wuchs bei ihrer alleinerziehenden Mutter auf und begann 1975 mit dem Eiskunstlaufen. Zum Paarlaufen kam sie im Alter von 9 Jahren. Ihr erster Partner war Olaf Stenzel. Seit 1985 lief sie mit Alexander König. Sie startete für den SC Dynamo Berlin bzw. SC Berlin. Ihre Trainerin war Heidemarie Steiner-Walther.

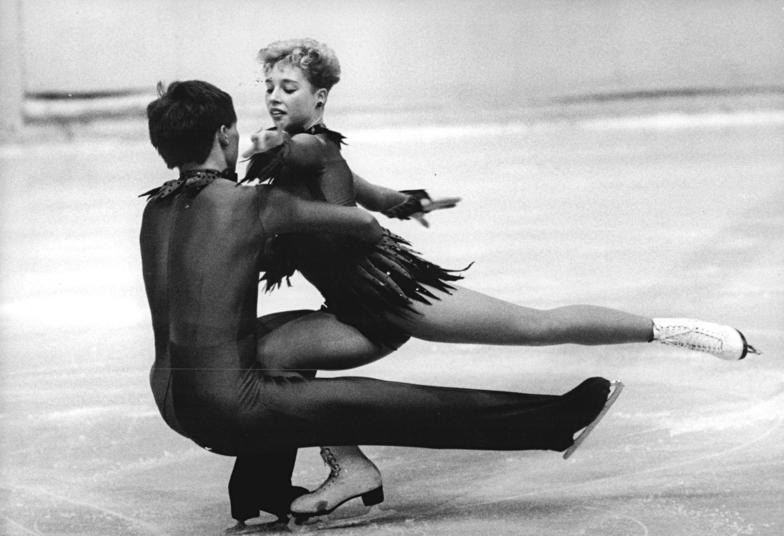
Schwarz und König bei den DDR-Meisterschaften 1987

Mit König wurde sie 1988 DDR-Meisterin im Paarlauf und gewann bei der Europameisterschaft in Prag die Bronzemedaille hinter den sowjetischen Paaren Jekaterina Gordejewa und Sergei Grinkow sowie Larissa Selesnjowa und Oleg Makarow. Ihr bestes Ergebnis bei Weltmeisterschaften war der vierte Platz 1989. Bei den Olympischen Spielen 1988, 1992 und 1994 belegten sie jeweils den siebten Platz. 1990 wechselten Peggy Schwarz und Alexander König ihren Trainer. Trainer war fortan Knut Schubert. 1992 wurden Schwarz und König auch deutsche Paarlaufmeister. 1994 legte Peggy Schwarz eine Babypause ein. Ihr Sohn wurde am 1. April 1995 geboren, Vater ist Heiko Brestrich, ein ehemaliger Fußballspieler.
Seit Mai 1996 trainierte und startete sie mit Mirko Müller. Ihr Trainer war erneut Knut Schubert. Von 1998 bis 2000 wurden sie deutsche Meister. Bei Europameisterschaften verfehlten sie 1999 und 2000 als Vierte eine Medaille knapp. Ihr größter Erfolg war der Gewinn der Bronzemedaille bei der Weltmeisterschaft 1998 in Minneapolis hinter den Russen Jelena Bereschnaja und Anton Sicharulidse und den US-Amerikanern Jenni Meno und Todd Sand. Die Olympischen Spiele 1998 beendeten sie auf dem neunten Platz. Im Jahr 2000 beendete Peggy Schwarz ihre aktive Eiskunstlaufkarriere infolge einer chronischen Hüftverschiebung (Dysplasie). Peggy Schwarz war seit 2000 Trainerin in Grimma, Sachsen. Seit 2015 ist sie Trainerin beim Halleschen Eissportclub e. V. (HEC) in Halle (Saale), Sachsen-Anhalt.

## Ergebnisse

### Paarlauf
(bis 1994 mit Alexander König, ab 1996 mit Mirko Müller)
| Wettbewerb / Jahr        | 1987 | 1988 | 1989 | 1990 | 1991 | 1992 | 1993 | 1994 | 1995 | 1996 | 1997 | 1998 | 1999 | 2000 |
| ------------------------ | ---- | ---- | ---- | ---- | ---- | ---- | ---- | ---- | ---- | ---- | ---- | ---- | ---- | ---- |
| Olympische Winterspiele  |      | 7.   |      |      |      | 7.   |      | 7.   |      |      |      | 9.   |      |      |
| Weltmeisterschaften      |      |      | 4.   | 10.  | 7.   | 6.   | 12.  | 9.   |      |      | 10.  | 3.   | 8.   | 8.   |
| Europameisterschaften    |      | 3.   |      | 4.   |      | 5.   | 5.   | 7.   |      |      | 6.   | 5.   | 4.   | 4.   |
| DDR-Meisterschaften      | 3.   | 1.   |      |      |      |      |      |      |      |      |      |      |      |      |
| Deutsche Meisterschaften |      |      |      |      | 2.   | 1.   | Z    | 2.   |      |      | 2.   | 1.   | 1.   | 1.   |

Z = Zurückgezogen